# Tradescantia exaltata
Tradescantia exaltata är en himmelsblomsväxtart som beskrevs av David Richard Hunt. Tradescantia exaltata ingår i släktet båtblommor, och familjen himmelsblomsväxter. Inga underarter finns listade.